# Călui
Călui est une commune du sud de la Roumanie située dans le județ d'Olt. Elle a été fondée en 2005 par séparation de la commune d'Oboga.